# Myqerem Fuga
Myqerem Fuga (* 11. September 1921 in Berat; † 25. April 2003 in Tirana) war ein albanischer Politiker der Partei der Arbeit Albaniens (Partia e Punës e Shqipërisë PPSh), der unter anderem zwischen 1954 und 1978 Mitglied der Volksversammlung (Kuvendi Popullor) war.

## Leben
Myqerem Fuga entstammt einer Familie aus Berat, die der kleinen jüdischen Gemeinde angehörte. Er gehörte einer großen Gruppe von Schülern der Normalschule in Elbasan (Shkolla Normale e Elbasanit; pädagogische Schule) an, die sich im Mai 1943 den Partisanen in den Bergen anschloss. Im weiteren Verlauf des Zweiten Weltkriegs kämpfte Fuga – wie auch seine spätere Frau Shpresa – mit den Partisanen gegen die faschistischen Besatzer. Er war verheiratet mit Shpresa Hoxha, eine Verwandte von Enver Hoxha.
Bei den Wahlen am 30. Mai 1954 wurde er zum Mitglied der Volksversammlung (Kuvendi Popullor) gewählt und gehörte dieser von der dritten bis zum Ende der achten Legislaturperiode vom 19. Juni 1954 bis zum 21. Februar 1978 an. In der Volksversammlung vertrat er den Kreises Berat und gehörte dem Präsidium der Volksversammlung als Mitglied an. Im März 1966 wurde er Vize-Handelsminister, leitete nebenbei die Parteischule „Institut für Wirtschaftsstudien“ und war danach von 1970 bis 1973 Vorsitzender des Exekutivkomitees des Volksrates von Tirana und damit de-facto Bürgermeister der Hauptstadt.
Am 1. Januar 1973 übernahm Fuga im fünften Kabinett Shehu das neu geschaffene Amt des Ministers für Leicht- und Nahrungsmittelindustrie. Diese Funktion hatte vom 30. Oktober 1974 bis zum 11. Februar 1977 auch im sechsten Kabinett Shehu inne, woraufhin Kristaq Dollaku seine Nachfolge antrat. Im April 1980 wurde er Vize-Minister für Leicht- und Nahrungsmittelindustrie. Nach seinem Ausscheiden aus dem Ministerium wurde er im Dezember 1984 stellvertretender Vorsitzender des Komitees der Kriegsveteranen (Komiteti Kombetar i Veteraneve te-Luftes Antifashiste te Popullit Shqiptar). Er war auch Vize-Präsident des Comité International Buchenwald-Dora et Kommandos, einer Vereinigung Überlebender (und ihrer Familien) der Konzentrationslager Buchenwald, Mittelbau-Dora und Außenlager.

## Veröffentlichung
- Industria e lehte dhe ushqimore ne RPSSH, 1985